# 니시야마 코타로

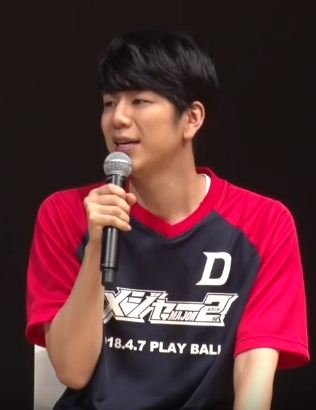

니시야마 코타로(西山宏太朗, 1991년 10월 11일 ~ )는 일본의 남자 성우이다. 81 프로듀스 소속.
가나가와현 출신.

## 작품

### TV 애니메이션
2019년
- 앙상블 스타즈! (신카이 카나타)

2020년
- A3! (미나기 츠즈루)

### 게임
2015년
- 앙상블 스타즈! (신카이 카나타)